# Pierre Noblat
Pour les personnes de même patronyme, voir Noblat.
Pierre Noblat, seigneur de Sévenans, né en 1752 et mort en 1827, est un intendant militaire, commissaire des guerres, brièvement député à l'Assemblée nationale législative en 1791.

## Biographie
Marie François Pierre Noblat est né à Belfort le 10 juin 1752. Il est l'aîné des fils de François-Bernardin Noblat, seigneur de Morvillars et de Sévenans, conseiller du roi au Conseil souverain d'Alsace, commissaire des guerres, chevalier de Saint-Louis, et de Anne Appoline Schwilgué.
Pierre Noblat succède à son père dans sa charge de commissaire des guerres. Il hérite aussi de la seigneurie de Sévenans.
Pendant la Révolution, il est élu le 31 août 1791 député à l'Assemblée nationale législative, par les électeurs du Bas-Rhin, le sixième sur les neuf élus du département. Il en démissionne un mois après, le 29 septembre, par une lettre où il ne donne pas de motif à sa démission.
Noblat reprend sa place de commissaire des guerres à Landau, puis il émigre en Suisse. Dénoncé comme « fédéraliste » en l'an II (1794), il est finalement rayé de la liste des émigrés en l'an V (1797),.
Il meurt à Paris le 26 décembre 1827.